# Smilax glaucochina
Smilax glaucochina là một loài thực vật có hoa trong họ Smilacaceae. Loài này được Warb. ex Diels miêu tả khoa học đầu tiên năm 1900.